# Lispe nana
Lispe nana är en tvåvingeart som beskrevs av Macquart 1835. Lispe nana ingår i släktet Lispe och familjen husflugor. Arten har ej påträffats i Sverige. Inga underarter finns listade i Catalogue of Life.